# Lanžhot vasútállomás
Lanžhot vasútállomás Lanžhoton, a Břeclavi járásban van, melyet a České dráhy üzemeltet.

## Vasútvonalak
Az állomást az alábbi vasútvonalak érintik:
- Pozsony–Břeclav-vasútvonal

## Kapcsolódó állomások
A vasútállomáshoz az alábbi állomások vannak a legközelebb:
- Gázlós megállóhely
- Břeclav vasútállomás

## Forgalma
| Járat        | Útvonal | Gyakoriság                         |            |
| ------------ | ------- | ---------------------------------- | ---------- |
| személyvonat | Os      | Jókút – Gázlós – Lanžhot – Břeclav | Napi 4 pár |